# 梁漱溟
梁漱溟（1893年10月18日—1988年6月23日）。原名煥鼎，字壽銘。曾用笔名寿名、瘦民、漱溟，后以漱溟行世，男，北京人，中国現代思想家、哲學家、教育家，现代新儒家的早期代表人物之一，社会活动家，爱国民主人士，同时他还是一位社会改造实践家，對推動鄉村建設不遺餘力。故籍河南开封，清中叶官游廣西桂林，祖上系元世祖六子忽哥赤。其母张滢出云南大理喜洲张耀曾家族。

## 生平

### 早年
父親梁巨川在清代光緒年間曾任內閣中書。1906年起梁氏肄業於順天中學堂，1911年畢業。1911年，加入同盟會京津支部。

### 經歷
1912年，任京津同盟會刊物《民國報》編輯及記者，開始以「漱溟」作筆名。1916年，任中華民國司法部機要秘書（司法总长張耀曾系梁漱溟舅父）。在上海《东方杂志》上连载《究元决疑论》。
1917年至1924年，应蔡元培之聘，任北京大學印度哲學讲习，认识了北京大学图书馆管理员毛泽东。1921年，寫成《東西文化及其哲學》，學術界公認為中國現代思想史重要著作。同年，偕友人籌辦曲阜大學。1921年11月13日和军界好友伍庸伯的妻妹黃靖賢成親，兩人在婚後育有二子。
1928年至1929年，任广雅书院（现广东广雅中学前身）校长。提出“乡治”主张。1929年在北平接办《村治月刊》，同年在河南辉县百泉村办河南村治学院，任教务长。
1931年，在韩复榘支持下，与梁仲华等人在山东邹平县创办乡村建设研究院，出版《乡村建设》。1933年7月，召开乡村工作讨论会，推选梁漱溟、晏阳初、黄炎培、章元善、江恒源、许士廉六人为主席团，至此乡村建设派正式形成。该派的目的是实行“乡治”。1935年8月20日髮妻黃靖賢因難產去世，年仅42岁。梁漱溟哀悼亡妻，写了一首白话诗纪念：“我和她结婚十多年，我不认识她，她也不认识我。现在她死了，死了也好，处在这样的国家，这样的社会，她死了，使我可以更多一些时间思索，更多一些时间工作。”
1937年，日本侵華，奔走各地，商議抗戰的問題和防務。抗日战争爆发后，先后任最高国防参议会参议员、国民参政会参政员。是年8月，於國防最高參議會上和周恩來第一次見面。1938年，第一次访问延安，见到毛泽东。1939年，蔣介石特委任其為軍事委員會特派員，2月1日離開重慶，10月22日返回。
为推動团结抗戰，发起组织统一建国同志会。1941年，该会改名中國民主政團同盟。1941年，任中國民主政團同盟常務委員，並前往香港，創辦同盟机关刊物《光明報》，并任社长。1944年1月，梁漱溟和桂林教員陳淑芬經熱戀半年後結婚，並在友人的家裡舉行婚禮。這場傳統婚禮由國民革命軍第四軍軍長李濟深主持。陈淑芬长得漂亮，也会打扮，但因為脾氣大，婚後两人时常为一些琐事发生摩擦，甚而在公開场合不大讲礼仪，令梁漱溟尴尬。1944年，中國民主政團同盟改組為中國民主同盟，仍擔任執行委員會委員。1946年，任中國民主同盟秘书长。第二次访问延安，见到毛泽东。1946年10月，因提交不同于国民党与共产党的第三方“折中方案”，引起中共和民盟内部不满，辞去同盟秘书长的职务，并退出中國民主同盟，專注於講學和著述。

### 晚年
1950年至1980年，任中国人民政治协商会议全国委员会委员。此后，任全国政协常委及宪法修改委员会委员、中国孔子研究会顾问、中国文化书院院务委员会主席等职。
1953年9月，应邀在政协常委会上就过渡时期总路线向中共反映农民问题。随后，在中央人民政府委员会第二十七次会议上，受到毛泽东当众点名批判，认为他反对总路线。
1955年5月起，由冯友兰带头，对其文化、哲学、乡村建设理论开展全面公开批判，为时半年。当时被批的，还有梁思成（被與梁漱溟合称为“二梁”），以及胡风和胡适（被称为“二胡”）。
1973年，文化大革命期間，因為堅拒參與“批林批孔”運動而遭批鬥。1979年陳淑芬去世，未生育。

### 逝世
1988年6月23日，病逝於北京市协和醫院。逝后，冯友兰为其撰挽联道：“钩玄决疑，百年尽瘁，以发扬儒学为己任；廷争面折，一代直声，为同情农夫而执言。”根据梁漱溟生前的遗愿，他的一部分骨灰埋在山東省滨州市邹平县小黃山，目前是濱州市級文物保護單位。另有部分骨灰歸葬原籍廣西桂林市穿山公園明月峰下，墓地現為桂林市文物保護單位。

## 学术贡献
梁漱溟在二十世紀中國思想史和哲學史上有著重要的地位。在晚年，他曾将自己的学术生涯划分为三个阶段：西方功利主义，佛学和儒学。《究元决疑论》为其早年研究佛学的成果之一，其后他关于唯识的研究在论著《唯识述義》中有了更加详细和有力的论述。在被蔡元培先生聘请为北大哲学教授之后，基于当时北大作为中国各种文化和思潮的论战中心，他开始发起了以东方学和儒学为主的研究，以回應当时由胡适所领导的新文化对传统思想之批判。他透過審視東西文化的發展和局限，重新評價儒家思想，影響了同期學者對傳統文化的認識，其成果在当时有《东西文化及其哲学》一书，而这本论著也成了现代新儒学的先驱。

## 風骨
文化大革命中，批林批孔運動進行。1974年9月23日，批判會告一段落，主持人問梁漱溟的感想，他說：「三軍可奪帥也，匹夫不可奪志！」主持人要求他解釋，他答曰： 
|  | 我認為，孔子本身不是宗教，也不要人信仰他，他只是要人相信自己的理性，而不輕易去相信別的甚麼。別的人可能對我有啟發，但也還只是啟發我的理性。歸根究柢，我還是按我的理性而言而動。因為一定要我說話，再三問我，我才說了『三軍可以奪帥也，匹夫不可奪志』的老話。吐了出來，是受壓力的人說的話，不是在得勢的人說的話。『匹夫』就是獨人一個，無權無勢。他的最後一著只是堅信自己的『志』。甚麼都可以奪掉他，但這個『志』沒法奪掉，就是把他這個人消滅掉，也無法奪掉！ |

## 宗教
1987年，中國佛教文化研究所成立時，94歲的梁漱溟第一個出席發言，他說：
|  | 我是一個佛教徒，從來沒有向人說過，怕人家笑話。一個人有今生，有前生，有來生。我前生是一個和尚，一個禪宗和尚！ |

## 著作
- 1916年 《究元决疑论》
- 1919年 《印度哲学概论》、《東西文化及其哲學》
- 1920年 《唯识述义》
- 1931年 《中国民族自救运动之最后觉悟》
- 1936年 《乡村建设理论》
- 1949年 《敬告中国共产党》
- 1949年 《中国文化要义》
- 1984年 《人心与人生》
- 1985年 《今天我们应当如何评价孔子》
- 2006年 《这个世界会好吗：梁漱溟晚年口述》

## 研究書目
- Guy S. Alitto著，王宗昱等譯：《最後的儒家：梁漱溟與中國現代化的兩難》（南京：江蘇人民出版社，1993）。
- 周質平：〈胡適與梁漱溟（页面存档备份，存于）〉。
- 罗志田：〈讲堂论学:梁漱溟特有的论学模式（页面存档备份，存于）〉。
- 罗志田：〈文化翻身：梁漱溟的憧憬与困窘（页面存档备份，存于）〉。

## 外部連結
- 梁漱溟和他古怪的悼妻诗
- 1973年的梁漱溟和冯友兰